# Jerry Shipp
Jerome Franklin Shipp (Shreveport, Luisiana, 27 de septiembre de 1935-Durant, 5 de octubre de 2021) fue un jugador de baloncesto estadounidense. 

## Carrera deportiva
Shipp nacido en Shreveport, Luisiana pero creció en Blue, Oklahoma, asistiendo a la secundaria de Blue.
Con 1,98 m de estatura, su puesto natural en la cancha fue el de alero. Participó con el equipo nacional en los Juegos Panamericanos de 1963 realizados en Brasil. Fue campeón olímpico con los Estados Unidos en los Juegos Olímpicos de Tokio de 1964.